# Mario Haas
Mario Haas (Graz, 1974. szeptember 16. –), osztrák válogatott labdarúgó.
Az osztrák válogatott tagjaként részt vett az 1998-as világbajnokságon.

## Sikerei, díjai
Sturm Graz
- Osztrák bajnok (3): 1997–98, 1998–99, 2010–11
- Osztrák kupa (4): 1995–96, 1996–97, 1998–99, 2009–10
- Osztrák szuperkupa (3): 1996, 1998, 1999